# Geografia Białorusi

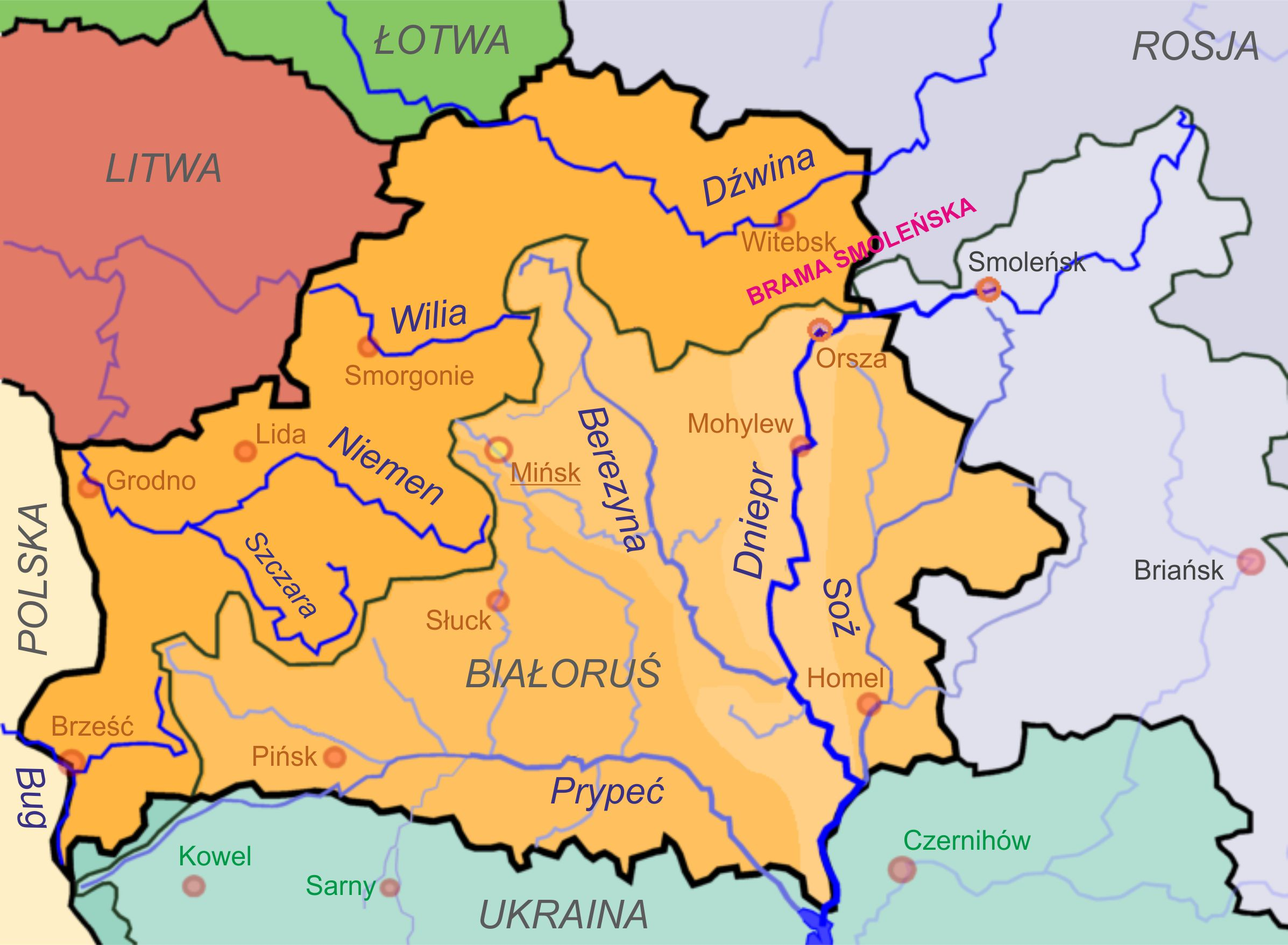
Rzeki Białorusi i ich dorzecza oraz wododział bałtycko-czarnomorski i Brama Smoleńska

Białoruś jest średniej wielkości państwem leżącym w Europie Wschodniej, charakteryzującym się stosunkowo ciepłym klimatem i znacznym udziałem bagien i torfowisk. Przed rokiem 1990 kraj wchodził w skład ZSRR. Białoruś jest krajem śródlądowym.

## Powierzchnia i granice
Powierzchnia – 207 600 km²
Skrajne punkty: północny 56°10'N, południowy 51°14'N, zachodni 23°11'E, wschodni 32°45'E. Rozciągłość południkowa wynosi 540 km, a równoleżnikowa 670 km.
Białoruś graniczy z następującymi państwami:

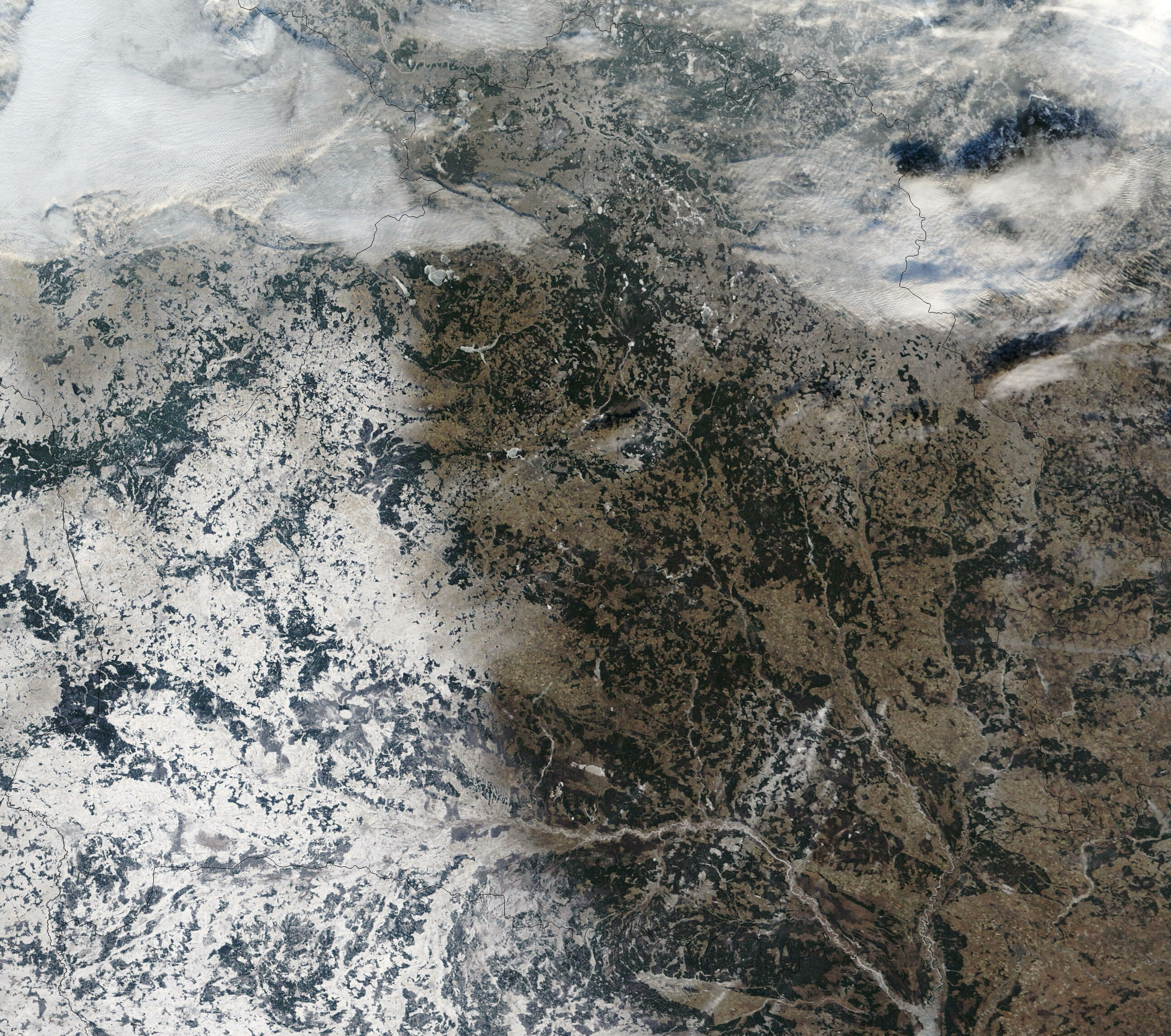
Zdjęcie satelitarne Białorusi

- Rosja – 1283 km
- Ukraina – 1084 km
- Litwa – 502–678,819 km
- Polska – 418 km
- Łotwa – 173 km

## Budowa geologiczna

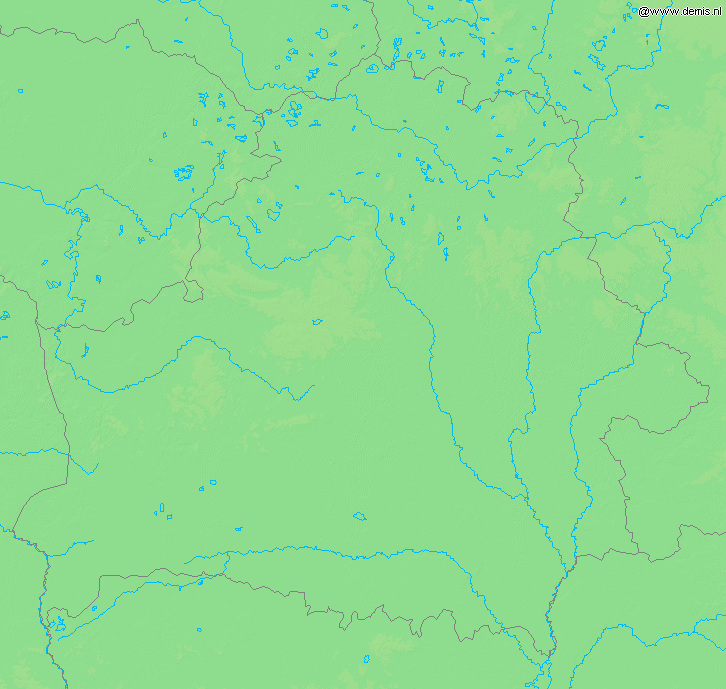
Ukształtowanie terenu Białorusi

Białoruś pod względem fizycznogeograficznym należy do Europy Wschodniej. W całości leży na obszarze Niziny Wschodnioeuropejskiej. Podłoże geologiczne Białorusi stanowi krystaliczna platforma wschodnioeuropejska, pokryta tu grubą do 6 km warstwą osadów. Przez południową część kraju przebiega powstały w dewonie rów tektoniczny – aulakogen Prypeci, obecnie wypełniony osadami i zajęty przez dolinę Prypeci.
Układ głównych regionów fizycznogeograficznych Białorusi jest pasmowy. Na północy leży Pojezierze Białoruskie. Na południe od niego cały kraj przecina Grzęda Białoruska – ciąg pasm wzgórz morenowych pociętych obszernymi dolinami rzecznymi. Na południe od wzgórz leży pas równin zwany Przedpolesiem: Równina Nadbużańska, Równina Środkowej Berezyny i Równina Orszańsko-Mohylewska. Południe kraju zajmuje błotnista Nizina Poleska, łącząca się na wschodzie z Niziną Naddnieprzańską.

## Rzeźba
Białoruś jest krajem płaskim i nizinnym, pozbawionym pasm górskich. Najniższy punkt terytorium leży na 90 m n.p.m. (Niemen na granicy z Litwą), najwyższy – 346 m n.p.m. (Dzierżyńska Góra). Przeciętna wysokość powierzchni wynosi 162 m n.p.m.
Rzeźba terenu północnej części kraju – Pojezierza Białoruskiego i Grzędy Białoruskiej – została ukształtowana przez lądolód, głównie w zlodowaceniu wałdajskim. Jest tam urozmaicona, składają się na nią wały morenowe, wysoczyzny, doliny jeziorne i rzeczne. Z kolei równiny centralne i Nizina Poleska są niemal jednolicie płaskie; ponad bagnistą równinę wystają tylko izolowane grupy niskich wzgórz (najwyższe to Zahorodzie – do 173 m n.p.m. i Grzęda Mozyrska – do 168 m n.p.m.).

## Klimat

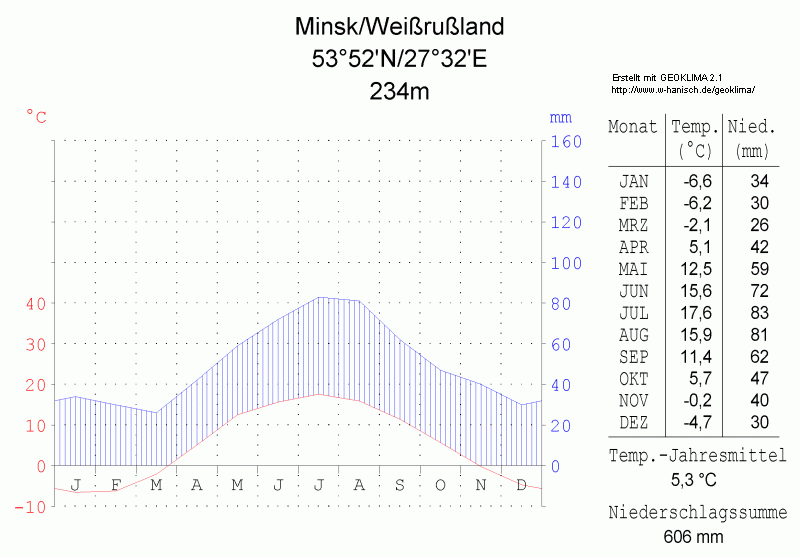
Diagram klimatyczny Mińska

Białoruś leży w strefie klimatu umiarkowanego, względnie ciepłego w porównaniu z pozostałymi obszarami Niżu Wschodnioeuropejskiego, przejściowy między klimatem morskim a kontynentalnym. Charakterystycznymi cechami są niezbyt mroźne zimy, niezbyt upalne, ale dość wilgotne lata, deszczowe jesienie i wiosny o zmiennej pogodzie. Przeważają masy powietrza atlantyckiego, zimą masy powietrza arktycznego mogą wywołać spadki temperatur do −44 °C, latem masy powietrza zwrotnikowego przynoszą suszę i upały.
Średnie temperatury roczne wahają się od 4,4 °C na wschodzie do 7,4 °C na zachodzie. Amplitudy roczne rosną z zachodu na wschód – od 23 °C do 26 °C. Okres wegetacyjny trwa 178-208 dni, zima – 106-144 dni. Przeciętne opady wynoszą 550-750 mm rocznie, na wysoczyznach – 650-750 mm rocznie. W latach suchych suma opadów spada do 300 mm, w latach szczególnie wilgotnych sięga 1000 mm.

## Wody
Białoruś jest krajem zasobnym w wodę. Sieć rzeczna liczy ponad 3 tysiące cieków o łącznej długości ponad 51 tys. km. W kraju znajdują się ponad 4 tysiące jezior. Ponad 20% powierzchni kraju zajmują bagna, częściowo osuszone.
Rzeki Białorusi mają charakter nizinny i reżim śnieżno-deszczowy. Należą do zlewisk Morza Bałtyckiego (42% powierzchni – dorzecza Wisły, Niemna i Dźwiny) i Morza Czarnego (58% – dorzecze Dniepru). Dział wodny stanowi Grzęda Białoruska. Największe rzeki Białorusi to Dniepr (720 km w granicach kraju), Dźwina (350 km), Niemen (480 km), Prypeć (548 km), Soż (493 km), Berezyna (dopływ Dniepru) (613 km – najdłuższa rzeka Białorusi płynąca całkowicie w jej granicach) i Wilia (275 km). Rzeki zamarzają od grudnia do końca marca.

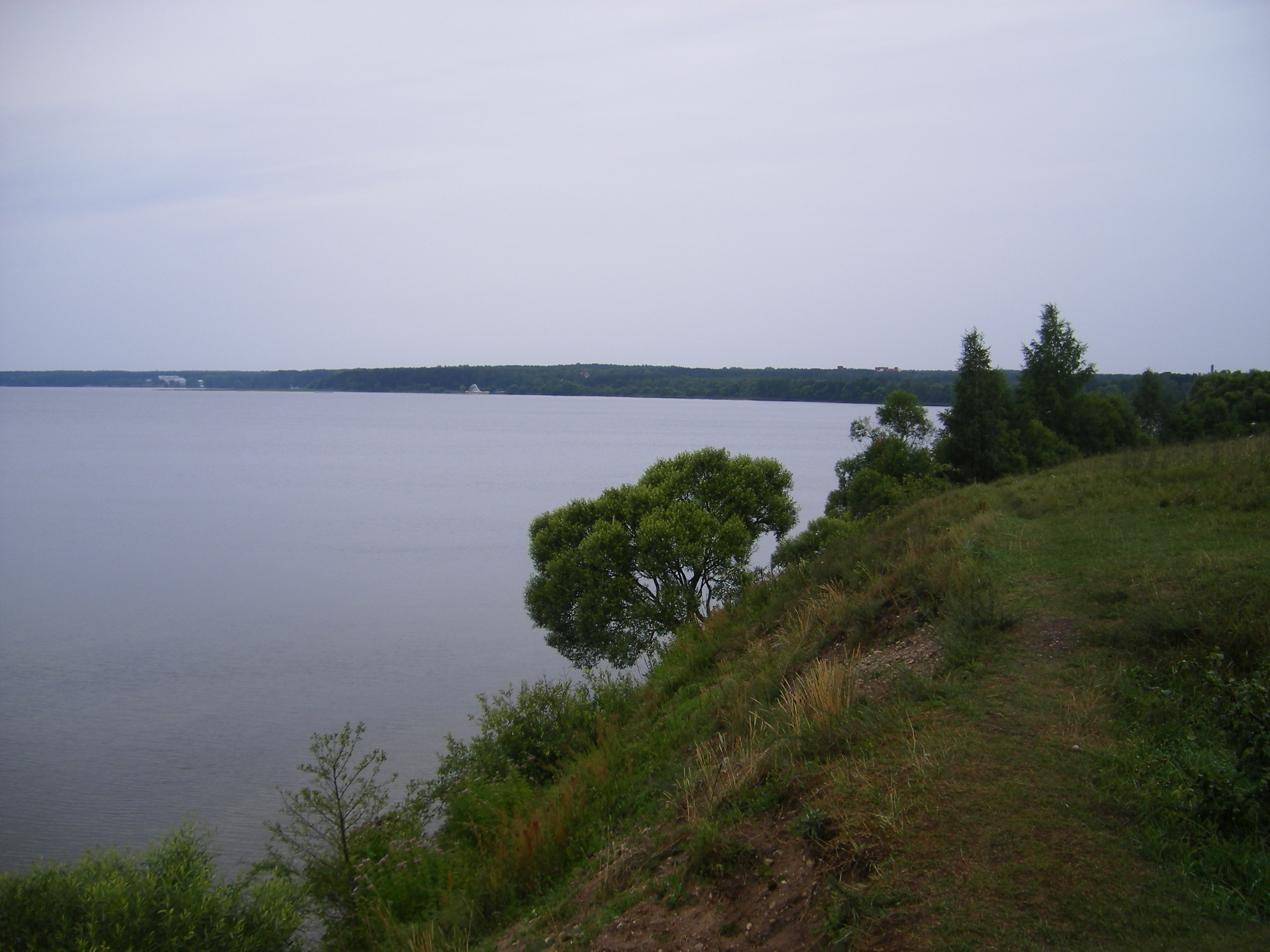
Jezioro Narocz

Jeziora Białorusi są zgrupowane głównie na Pojezierzu Białoruskim na północy i na Polesiu na południu kraju. Jeziora Pojezierza Białoruskiego mają charakter polodowcowy, z kolei jeziora poleskie są błotniste i płytkie, związane z tamtejszym podmokłym terenem. Największe jeziora to Narocz (powierzchnia 80 km², maksymalna głębokość 22 m), Oświejskie (58 km², 9 m), Dryświaty (45 km², 12 m), Czerwone (Kniaź, 43 km², 5 m), Drywiaty (38 km², 18 m), Łukomelskie (36 km², 11 m), Nieszczerdo (27 km², 15 m), Wygonowskie (26 km², 3 m), Snudy (26 km², 20 m) i Świr (22 km², 13 m).

## Gleby
Gleby Białorusi są na ogół mało urodzajne. Około 70% powierzchni kraju pokrywają różne rodzaje gleb bielicowych, które wymagają nawożenia. Około 25% powierzchni kraju to, gleby bagienne, torfiaste i podmokłe. W dolinach zalewowych rzek – Prypeci, Dniepru i Dźwiny występują mady, których łączna powierzchnia to 2% ogólnej powierzchni kraju. Wyższe obszary Polesia i szczytowe partie wzgórz morenowych pokryte są piaskami.

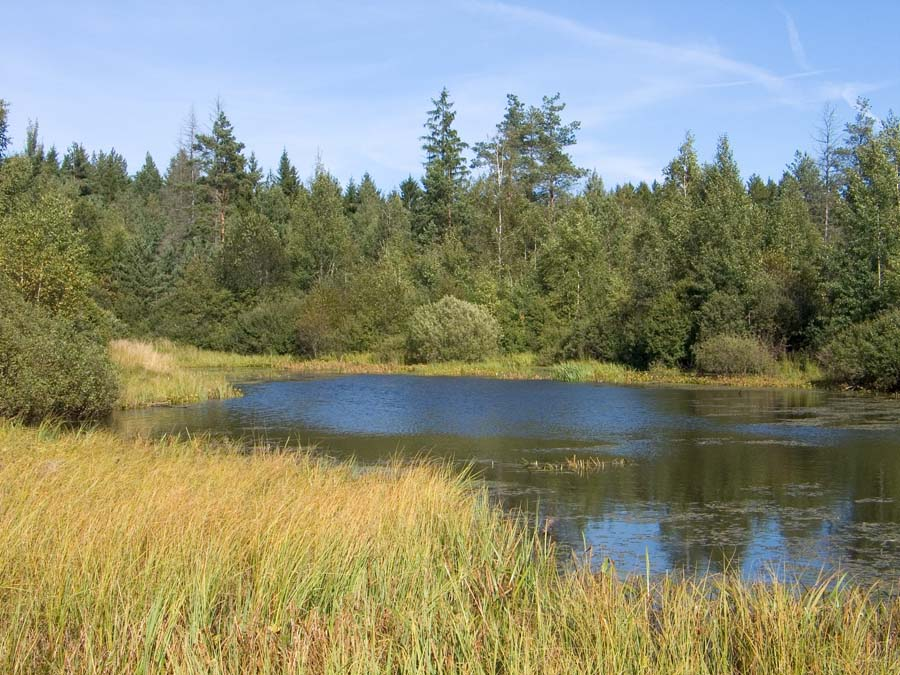
Podmokłe tereny Białorusi

## Flora
Białoruś położona jest na granicy dwóch stref leśnych – lasów mieszanych i liściastych. Naturalną formacją roślinną Białorusi są lasy, które jeszcze dziś zajmują 33% powierzchni kraju. Są to głównie lasy iglaste (68% powierzchni lasów) i mieszane. Najpowszechniejszym gatunkiem jest sosna, obok niej w całym kraju występują olsze i brzozy. Na północy do 25% drzewostanu stanowi świerk, na południu występuje większy udział grabu i dębu. Mimo rabunkowej eksploatacji kilka obszarów zachowało charakter pierwotnych puszcz: Puszcza Białowieska, Puszcza Grodzieńska, Puszcza Nalibocka. Silnie zalesiona jest wschodnia część dorzecza Prypeci, całe dorzecze Berezyny i obszary na północ od Dźwiny. Spora część kraju jest pokryta torfowiskami, które występują głównie w centralnej części kraju i na Polesiu.

## Fauna
Świat zwierząt typowy dla środkowoeuropejskich lasów. W lasach Białorusi żyją dziki, sarny, łosie, oraz lisy, zaś na Polesiu występują wilki. Na terenach podmokłych żyją bobry. Endemicznym gatunkiem o niewielkiej populacji są żubry, występujące w Puszczy Białowieskiej, którą Białoruś dzieli z Polską. Do pozostałych gatunków należą kuny leśne żyjące w lasach liściastych i wiewiórki w lasach iglastych. Do gatunków, które zostały do Białorusi sprowadzone należy jenot. Świat Ptaków jest podobny do tego jaki reprezentują kraje takie jak Polska czy Niemcy. W lasach żyją liczne gatunki ptaków śpiewających, w tym dzięcioły, sowy. Liczne jest ptactwo wodne, charakterystyczne dla terenów podmokłych. Białoruś tak jak Polska jest krajem, gdzie na okres wiosny-lata przylatują bociany i żurawie.